# 冪數
冪數也稱為幂次数，是指一正整数{\displaystyle n}，其所有質因數的平方亦是{\displaystyle n}的因數，換言之，若存在一質因數{\displaystyle p}，則{\displaystyle p^{2}}也是{\displaystyle n}的因數。
冪數可表示為一個平方數及立方數的乘積，若{\displaystyle a}及{\displaystyle b}為正整數（包括1在內），{\displaystyle a^{2}b^{3}}即為冪數。而平方數及立方數本身（及整數的更高次方）也是冪數。
保羅·艾狄胥及喬治·塞凱賴什都曾針對這類數字進行研究，而數學家Solomon W. Golomb將這類的數命名為「powerful number」，「powerful」應該是指數字由許多冪所組成，但此詞恰巧也有「強大的」、「有力的」的意思。
以下是1000以內冪數的列表：
1, 4, 8, 9, 16, 25, 27, 32, 36, 49, 64, 72, 81, 100, 108, 121, 125, 128, 144, 169, 196, 200, 216, 225, 243, 256, 288, 289, 324, 343, 361, 392, 400, 432, 441, 484, 500, 512, 529, 576, 625, 648, 675, 676, 729, 784, 800, 841, 864, 900, 961, 968, 972, 1000 （OEIS數列A001694）。

## 數學性質
冪數的質因數分解中，各質因數指數均大於1。
冪數的倒數和收斂，其值為：
{\displaystyle \prod _{p}\left(1+{\frac {1}{p^{2}}}+{\frac {1}{p^{3}}}+{\frac {1}{p^{4}}}+\cdots \right)=\prod _{p}\left(1+{\frac {1}{p(p-1)}}\right)={\frac {\zeta (2)\zeta (3)}{\zeta (6)}}={\frac {315}{2\pi ^{4}}}\zeta (3)}
其中
p為所有的質數
{\displaystyle \zeta (s)}為黎曼ζ函數
{\displaystyle \zeta (3)}為阿培里常數。
若用k(x)來表示當1≤n≤x時，冪數n的個數，則k滿足以下的不等式
{\displaystyle cx^{1/2}-3x^{1/3}\leq k(x)\leq cx^{1/2},c=\zeta (3/2)/\zeta (3)=2.173\cdots }
。
佩爾方程x2-8y2=1有無限多個正整數解，因此存在無限多組連續的冪數（若x、y為正整數解，則x2及8y2即為二個連續的冪數），其中最小的是8和9。而8和9恰好也是唯一一組連續的次方數（卡塔蘭猜想，後來已被數學家普雷達·米哈伊列斯庫證明）。

### 冪數的和與差
每一個奇數都可以表示為二個連續數字的平方的差：(k + 1)2 = k2 + 2k +12，因此 (k + 1)2 - k2 = 2k + 1。而每一個4的倍數都可以表示為二個彼此差2的正整數，其平方的差：(k + 2)2 - k2 = 4k + 4。以上數字均可表示為二平方數的差，因此可就是二個冪數的差。
但無法被4整除的偶數（即奇偶數）無法表示為二個平方數的差，但不確定是否可表示為二個冪數的差，然而Golomb發現以下的等式
2=33-52
10=133-37
18=192-73=32(33-52)
以上的等式未包括6，Golomb猜想有無窮多個奇偶數無法表示為二個冪數的差，不過後來Narkiewicz發現6也可以表示為二個冪數的差：
6=5473-4632
而且可以找到無限多組的冪數，二個冪數之間的差為6。而McDaniel證明每個整數都有無限多組表示為二個冪數的差的方法。
保羅·艾狄胥猜想每一個足夠大的整數均可表示為最多三個冪數的和，後來由羅傑·希斯-布朗證實了保羅·艾狄胥的猜想。

## 一般化
冪數的質因數分解中，所有的指數均不小於2。以此概念再延伸，若一整數的質因數分解中，所有的指數均不小於k，可稱為k-冪數。
(2k+1}-1)k, 2k(2k+1-1)k, (2k+1-1)k+1
是由k-冪數所組成的等差數列，若a1, a2, ..., as是由k-冪數所形成的等差数列，公差為d，則
a1(as+d)k, a2(as+d)k, ..., as(as+d)k, (as+d)k+1
則是由s+1個項k-冪數所組成的等差数列。
以下是一個有關k-冪數的恆等式：
ak(an+...+1)k+ak+1(an+...+1)k+...+ak+n(an+...+1)k=ak(an+...+1)k+1
因此可以找到無窮多組的k-冪數，其個數為n+1個，而這些k-冪數的和也是k-冪數。Nitaj證明了存在無窮多組互質的3-冪數x、y、z，滿足x+y=z的形式。Cohn找到一個可產生無窮多組互質，且非立方數的3-冪數x、y、z，可滿足x+y=z的方法：以下的數組
X=9712247684771506604963490444281, Y=32295800804958334401937923416351, Z=27474621855216870941749052236511
是方程式32X3 + 49Y3 = 81Z3的解（因此32X3、49Y3及81Z3即為上述的3-冪數數組）。令X′=X(49Y3 + 81Z3), Y′ = −Y(32X3 + 81Z3), Z′ = Z(32X3 − 49Y3)，再除以其最大公因數即為一組新的解。

## 関連項目
- 阿喀琉斯數
- 次方數

## 註解
1. ↑  .   [2012-02-05]. （原始内容存档于2019-05-19）.
2. 1 2 3  S. W. Golomb, Powerful numbes, Amer. Math. Monthly 77(1970), 848--852.
3. ↑  Wayne L. McDaniel, Representations of every integer as the difference of powerful numbers, Fibonacci Quart. 20(1982), 85--87.
4. ↑  D. R. Heath-Brown, Sums of three square-full numbers, in Number Theory, I(Budapest, 1987), Colloq. Math. Soc. János Bolyai 51(1990), 163--171.
Brown, 1987)
5. ↑    - A. Nitaj, On a conjecture of Erdös on 3-powerful numbers, Bull. London Math. Soc. 27 (1995), 317--318.

## 延伸閱讀
- J. H. E. Cohn, A conjecture of Erdös on 3-powerful numbers, Math. Comp. 67 (1998), 439–440.  （页面存档备份，存于）
- P. Erdös & G. Szekeres, Über die Anzahl der Abelschen Gruppen gegebener Ordnung und über ein verwandtes zahlentheoretisches Problem, Acta Litt. Sci. Szeged 7(1934), 95–102.
- Richard Guy, Section B16 in Unsolved Problems in Number Theory, Springer-Verlag, 3rd edition, 2004; ISBN 0-387-20860-7.
- D. R. Heath-Brown, Ternary quadratic forms and sums of three square-full numbers, Séminaire de Théorie des Nombres, Paris, 1986-7, Birkhäuser, Boston, 1988.

## 外部連結
- Powerful number in mathworld （页面存档备份，存于）